# John Russell Young
Pour les articles homonymes, voir John Young et Young.
John Russell Young, né le 20 novembre 1840 dans le comté de Tyrone en Irlande et mort le 17 janvier 1899 à Washington, est un journaliste, diplomate et auteur américain, qui fut directeur de la Bibliothèque du Congrès des États-Unis de 1897 à 1899.